# 約阿希姆二世
約阿希姆二世（德語：Joachim II.，1505年1月13日—1571年1月3日），勃蘭登堡選帝侯，1535年至1571年在位。

## 家庭
1524年，約阿希姆和薩克森的瑪格達琳結婚，兩人共有2子1女：
1. 約翰·格奧爾格（1525年—1598年），勃蘭登堡選帝侯
2. 芭芭拉（1527年—1595年），布熱格女公爵
3. 腓特烈（英语：Frederick of Brandenburg (1530–1552)）（1530年—1552年）

瑪格達琳於1534年去世。隔年，約阿希姆和波蘭國王齊格蒙特一世的女兒雅德薇加結婚，兩人共有1子3女：
1. 伊莉莎白·瑪格達琳（德语：Elisabeth Magdalene von Brandenburg）（1537年—1595年），不倫瑞克-呂訥堡公爵夫人
2. 西吉斯蒙德（英语：Sigismund of Brandenburg）（1538年—1566年），馬格德堡主教
3. 海德薇希（1540年—1602年），不倫瑞克-沃爾芬比特爾公爵夫人
4. 索菲（德语：Sophie von Brandenburg (1541–1564)）（1541年—1564年）